# ایست مولین (ایلینوی)
ایست مولین، ایلینوی (به انگلیسی: East Moline, Illinois) یک شهر در ایالات متحده آمریکا با جمعیت ۲۱٬۳۰۲ نفر است که در ایلی‌نوی واقع شده‌است.

## موقعیت جغرافیایی
موقعیت جغرافیایی شهرها و مناطق اطراف به شرح زیر است: